# Шоу, Роберт
Роберт Арчибальд Шоу (9 августа 1927 — 28 августа 1978) — британский киноактёр, сценарист и писатель.

## Ранняя жизнь
Родился в Вестгаутоне, Англия в 1927 году. Его мать Дорин (урождённая Авери) — бывшая медсестра родом из Пигс-Пик, Свазиленд, а отец, Томас Шоу, доктор. Актёр имел трёх сестёр и брата. Когда Роберту исполнилось семь, его семья переехала в Стромнесс, Шотландия. Когда же юному актёру исполнилось двенадцать лет, его отец, человек депрессивный и пьющий, покончил жизнь самоубийством. Семья снова переехала, на этот раз в Корнуолл, где Роберт поступил в школу Труро. Позже Роберт некоторое время работает учителем в Солтбёрне-на-море, а затем поступает в Королевскую академию драматического искусства в Лондоне.

## Карьера

### Актёрская карьера
Начал актёрскую карьеру в театре, появляясь в различных областных театрах по всей Англии. В 1952 году состоялся его профессиональный дебют в театре Уэст-Энд. Уже в 1950 году Роберт снимался в некоторых ролях на британском телевидении, а позднее проявил себя и на американском телевидении, где снялся в сериале «Пираты». Самые популярные роли Шоу — это роль Дональда Гранта во втором фильме бондианы «Из России с любовью» (1963), неустанного танкиста полковника Хесслера в «Битве за Выступ» (1965), молодого Генриха VIII в фильме «Человек на все времена» (1966), лорда Рэндольфа Черчилля в фильме «Молодой Уинстон» (1972), безжалостного гангстера Дойла Лоннигана в картине «Афера» (1973), жестокого и хладнокровного «мистера Блу» в фильме «Захват поезда Пелэм 1-2-3» (1974), одержимого акулами рыбака Квинта в фильме «Челюсти» (1975), сторожа маяка и охотника за сокровищами Ромера Триса в картине «Бездна» (1977) и агента израильского Моссада Дэвида Кабакова в кинокартине «Чёрное воскресенье» (1977).
Шоу был номинирован на премии «Золотой глобус» и «Оскар» за лучшую мужскую роль второго плана за участие в фильме «Человек на все времена».

### Карьера сценариста и писателя
В дополнение к своей актёрской карьере, Шоу также писал романы, пьесы и сценарии. Его первый роман «Тайник» был издан в 1960 году и получил множество положительных отзывов. Его следующий роман, «Солнечный доктор», издали спустя год. Произведение было награждено Готорнденской премией в 1962 году.
Позже Роберт Шоу приступил к целой трилогии — «Флаг» (1965), «Человек в стеклянной будке» (1967) и «Карты из Марокко»; трилогия послужила театральной адаптацией произведения «Человек в стеклянной будке», которое, принесло ему огромную популярность. Книга и сценарий представляют собой сложный и морально неоднозначный рассказ о человеке, который в разные моменты истории был то еврейским дельцом, притворяющимся фашистским военным преступником, то фашистским военным преступником, претворяющимся еврейским дельцом. Сценарий получился достаточно спорным; после театральных представлений в США и Великобритании некоторые критики положительно оценили хитрый, ловкий и полноценный анализ моральных вопросов, касающихся гражданства и личности, другие же напротив, осудили Шоу за то, что тот поднял такой деликатный и неоднозначный вопрос. Перед показом на телевидении, сценарий был значительно изменён; полученная картина не получила одобрения автора, и его имя было вычеркнуто из финальных титров.
Шоу также адаптировал «Тайник» в киносценарий для фильма «Положение безнадежно… Но не серьёзно» с Алеком Гиннессом в главной роли. Его сценарий «Улица Като» о событиях на улице Като в 1820 году, был впервые воплощён в жизнь в 1971 году в Лондоне.

## Личная жизнь
Был трижды женат и имел десять детей, один из которых был усыновлён.
Его первой женой была Дженнифер Бурк (1952—1963), от которой он имел четыре дочери.
Второй женой стала актриса Мэри Юр (1963—1975), которая родила Роберту двух сыновей и дочерей; их брак закончился смертью Мэри от передозировки. Один из сыновей Роберта и Мэри, Иэн Шоу, стал актёром.
Третьей и последней женой Роберта стала Вирджиния Дженсен (1976—1978). В браке с ней у Шоу было два сына, один из которых был от предыдущего брака Вирджинии.
Последние семь лет своей жизни, Роберт Шоу жил в деревне Турмакади, графство Мейо, Ирландия.

## Смерть
Умер от инфаркта миокарда 28 августа 1978 года в Ирландии, после завершения работы над фильмом «Экспресс-лавина», в возрасте 51 года. Его останки были кремированы, а прах развеян по ветру около его дома в Ирландии.

## Наследие
- На родине Шоу, Вестгаутоне, в честь актёра назван паб.
- Злодей Себастьян Шоу из комиксов Marvel про Людей Икс создан по образу и подобию Роберта.

## Творчество

### Фильмография
| Год       |    | Русское название                  | Оригинальное название                    | Роль                                  |
| --------- | -- | --------------------------------- | ---------------------------------------- | ------------------------------------- |
| 1947      | тф | Вишнёвый сад                      | The Cherry Orchard                       | н/д                                   |
| 1948      | тф | —                                 | Scenes from Twelfth Night and Macbeth/II | Курио                                 |
| 1948      | тф | —                                 | Scenes from Twelfth Night and Macbeth    | Курио                                 |
| 1951      | ф  | Банда с Лавендер Хилл             | The Lavender Hill Mob                    | химик на полицейской выставке         |
| 1952      | тф | —                                 | A Time to Be Born                        | Мельхиор                              |
| 1955      | ф  | Разрушители плотин                | The Dam Busters                          | сержант Джей Пулфорд                  |
| 1955      | с  | BBC Театр воскресным вечером      | BBC Sunday-Night Theatre                 | Герберт                               |
| 1956      | с  | —                                 | The Scarlet Pimpernel                    | лорд Энтони Дьюхерст                  |
| 1956      | ф  | —                                 | Doublecross                              | Эрнест                                |
| 1956      | ф  | Гора в Корее                      | A Hill in Korea                          | ефрейтор Ходж                         |
| 1956—1957 | с  | Красотки Эдит Уортон              | The Buccaneers                           | капитан Дэн Темпест                   |
| 1957      | тф | —                                 | Hindle Wakes                             | Алан Джеффкот                         |
| 1957      | тф | —                                 | Success                                  | Лен Фокс                              |
| 1957      | тф | —                                 | Rupert of Hentzau                        | Руперт Хентзау                        |
| 1957—1960 | с  | ITV Телетеатр                     | ITV Television Playhouse                 | Чарли Уильямс / Кен Рудж / Рег Мэтерс |
| 1958      | с  | —                                 | White Hunter                             | Боб Гордон                            |
| 1958      | ф  | —                                 | Sea Fury                                 | Горман                                |
| 1958      | с  | —                                 | Dial 999                                 | Уилли                                 |
| 1959      | с  | —                                 | William Tell                             | Питер фон Брек                        |
| 1959      | с  | Вечерний театр                    | Theatre Night                            | сержант Митчем                        |
| 1959      | ф  | Клевета                           | Libel                                    | фоторепортёр газеты                   |
| 1960      | с  | Театр в кресле                    | Armchair Theatre                         | Марл Ренфью                           |
| 1960      | с  | Всего четыре мужчины              | The Four Just Men                        | Стюарт                                |
| 1960      | тф | —                                 | The Dark Man                             | Алан Риган                            |
| 1960—1974 | с  | ITV Пьеса недели                  | ITV Play of the Week                     | Джилс / Уилсон                        |
| 1961      | с  | Опасный человек                   | Danger Man                               | Тони Костелло                         |
| 1962      | ф  | Валиант                           | The Valiant                              | лейтенант Филд                        |
| 1962      | тф | Зимняя сказка                     | The Winter's Tale                        | Леонтес                               |
| 1962      | с  | Тридцать минут театра             | Thirty Minute Theatre                    | безымянная роль                       |
| 1962      | тф | Отец                              | The Father                               | капитан                               |
| 1963      | ф  | Завтра в десять                   | Tomorrow at Ten                          | Джордж Марлоу                         |
| 1963      | ф  | Смотритель                        | The Caretaker                            | Астон                                 |
| 1963      | ф  | —                                 | The Cracksman                            | Моук                                  |
| 1963      | с  | Темпл Хьюстон                     | Temple Houston                           | безымянная роль                       |
| 1963      | ф  | Из России с любовью               | From Russia with Love                    | Ред Грант                             |
| 1964      | с  | Фестиваль                         | Festival                                 | Симон                                 |
| 1964      | тф | Гамлет                            | Hamlet at Elsinore                       | Клавдий                               |
| 1964      | ф  | Везение Джинджера Коффи           | The Luck of Ginger Coffey                | Джинджер Коффи                        |
| 1964      | тф | Песнь для другого Рождества       | Carol for Another Christmas              | призрак Рождества                     |
| 1965      | ф  | Битва в Арденнах                  | Battle of the Bulge                      | полковник Мартин Хесслер              |
| 1966      | ф  | Человек на все времена            | A Man for All Seasons                    | Генрих VIII                           |
| 1967      | ф  | Последний подвиг                  | Custer of the West                       | генерал Джордж Армстронг Кастер       |
| 1968      | тф | Лютер                             | Luther                                   | Мартин Лютер                          |
| 1968      | ф  | Вечеринка в день рождения         | The Birthday Party                       | Стэнли Уэббер                         |
| 1969      | ф  | Битва за Британию                 | Battle of Britain                        | шкипер                                |
| 1969      | ф  | Королевская охота за солнцем      | The Royal Hunt of the Sun                | Франсиско Писарро                     |
| 1970      | ф  | Силуэты на пересечённой местности | Figures in a Landscape                   | Макконахи                             |
| 1971      | ф  | Адский городок                    | A Town Called Bastard                    | священник                             |
| 1972      | ф  | Молодой Уинстон                   | Young Winston                            | лорд Рэндольф Черчилль                |
| 1972      | ф  | Отражение страха                  | A Reflection of Fear                     | Майкл                                 |
| 1973      | ф  | Наёмный работник                  | The Hireling                             | Стивен Ледбетер                       |
| 1973      | тф | Золотое путешествие Синдбада      | The Golden Voyage of Sinbad              | оракул                                |
| 1973      | ф  | Афера                             | The Sting                                | Дойл Лоннеган                         |
| 1974      | с  | —                                 | The Wide World of Mystery                | Джилс                                 |
| 1974      | ф  | Захват поезда Пелэм 1-2-3         | The Taking of Pelham One Two Three       | Бернард «Блю» Райдер                  |
| 1975      | ф  | Челюсти                           | Jaws                                     | Квинт                                 |
| 1975      | ф  | Судья и его палач                 | Der Richter und sein Henker              | Ричард Гастманн                       |
| 1975      | ф  | Бриллианты                        | Diamonds                                 | Чарльз / граф Ходгсон                 |
| 1976      | ф  | Робин и Мэриан                    | Robin and Marian                         | шериф Ноттингема                      |
| 1976      | ф  | Головорез                         | Swashbuckler                             | Нед Линч                              |
| 1977      | ф  | Чёрное воскресенье                | Black Sunday                             | Кабаков                               |
| 1977      | ф  | Бездна                            | The Deep                                 | Ромер Трис                            |
| 1978      | ф  | Отряд 10 из Наварона              | Force 10 From Navarone                   | майор Кит Мэллори                     |
| 1978      | ф  | Экспресс-лавина                   | Avalanche Express                        | генерал Маренков                      |

### Книги и сценарии
- 1960 — «Тайник» / The Hiding Place (роман)
- 1961 — «Солнечный доктор» / The Sun Doctor (роман)
- 1965 — «Флаг» / The Flag (роман)
- 1965 — «Положение безнадежно… Но не серьезно» / Situation Hopeless… But Not Serious (сценарий)
- 1967 — «Человек в стеклянной будке» / The Man in the Glass Booth (роман)
- 1968 — «Человек в стеклянной будке» / The Man in the Glass Booth (сценарий)
- 1969 — «Карты из Марокко» / A Card from Morocco (роман)
- 1971 — «Улица Като» / Cato Street (сценарий)

## Галерея

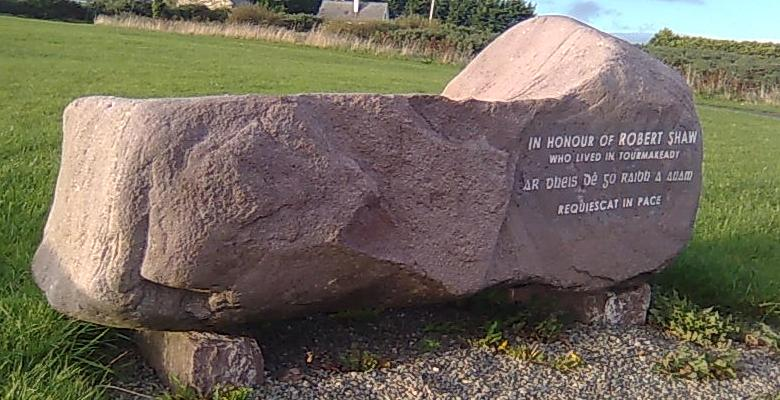
Мемориал памяти Роберта Шоу в Турмакеди, недалеко от места его смерти
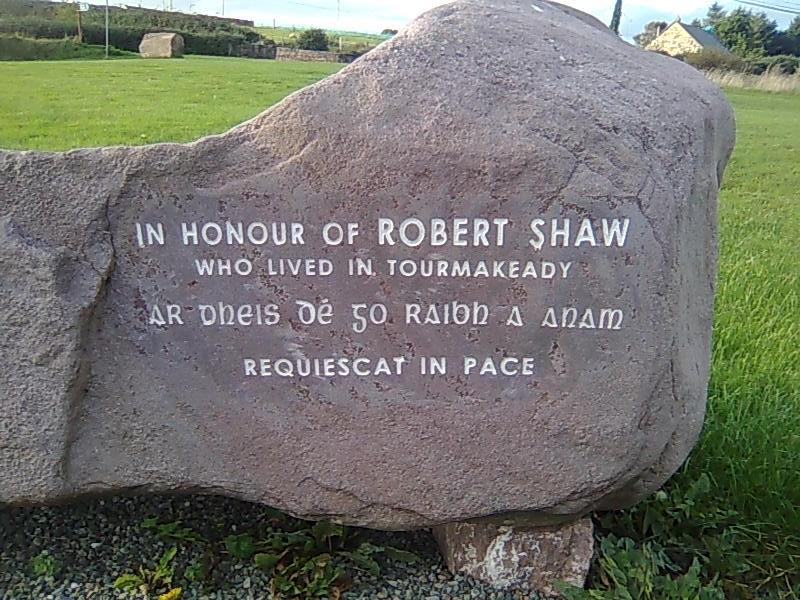
Надпись на мемориале крупным планом
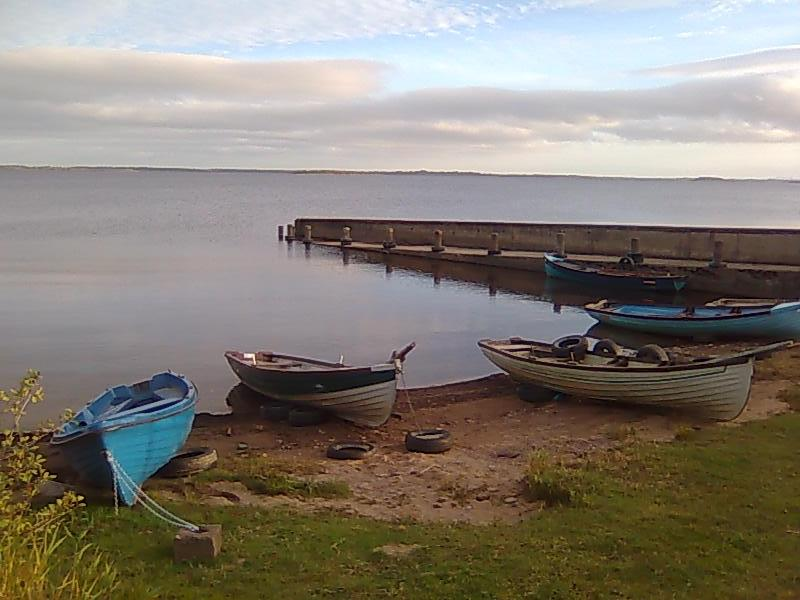
Вид на пирс неподалёку от мемориала